# Homo Aquatilis
Homo Aquatilis er en dansk dokumentarfilm fra 1984 med instruktion og manuskript af Maj Wechselmann.

## Handling
Personlig dokumentarfilm om instruktørens møde med den russiske læge Igor Tjarkovskij, der er kendt for sin optræning af børn i vandbassiner.